# Triphysaria micrantha
Triphysaria micrantha là loài thực vật có hoa thuộc họ Cỏ chổi. Loài này được (Greene ex A. Heller) T.I. Chuang & Heckard miêu tả khoa học đầu tiên năm 1991.